# Brug van Montifort

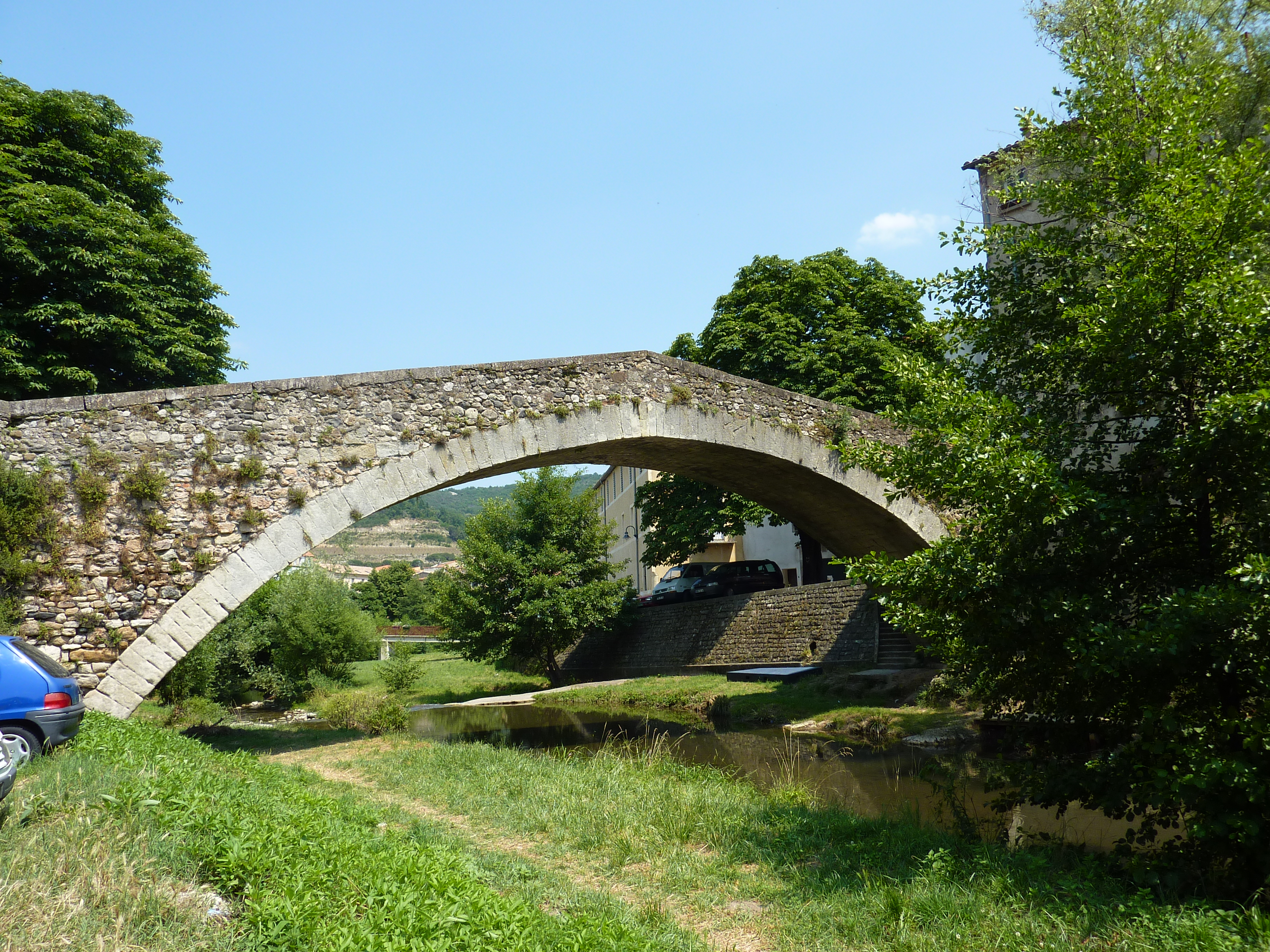
De brug

De Brug van Montifort (Frans: Pont de Montifort) is een historische brug in de Franse gemeente Lodève (departement Hérault). De brug dateert uit de 14e eeuw.
De romaanse boogbrug overbrugt de Soulondre. Het is een beschermd monument sinds 1964.